# برنامه‌ریزی مواد اولیه

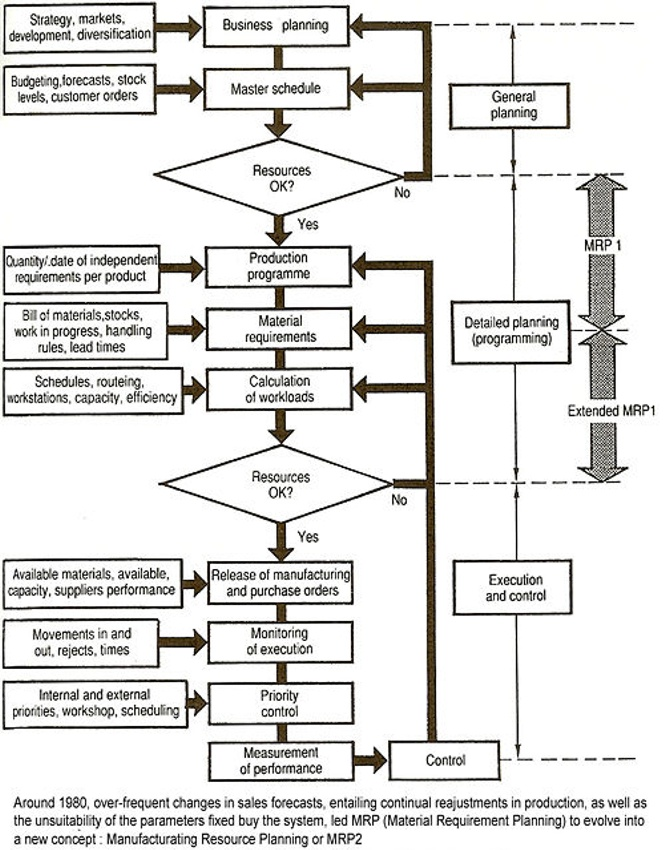
برنامه‌ریزی مواد اولیه

برنامه‌ریزی مواد اولیه (انگلیسی: Material requirements planning) یا MRP یک سیستم برنامه‌ریزی تولید و کنترل موجودی است که برای مدیریت فرایندهای تولید استفاده می‌شود. سیستم‌های برنامه‌ریزی مواد اولیه، از اولین سیستم‌های نرم‌افزاری یکپارچه مدیریت اطلاعات است که به منظور بهبود بهره‌وری در کسب و کار، طراحی و پیاده‌سازی گردید. یک سیستم اطلاعاتی برنامه‌ریزی نیازمندی‌های مواد، سیستمی مبتنی بر پیش بینی و تقاضای میزان فروش است که از طریق آن می‌توان با در نظر گرفتن امکانات مورد نیاز تولید، همچون ماشین آلات و نیروی انسانی لازم، مقدار و زمان رسید مواد اولیه به کارخانه را برنامه‌ریزی کرد.